# آنتیگونه ۱۲۹
سیارک ۱۲۹ (به انگلیسی: 129 Antigone) صد و بیست و نهمین سیارک کشف شده‌است که در ۵ فوریه ۱۸۷۳ کشف شد.
قدر مطلق سیارک برابر ۷٫۰۷ است.